# Чхой Йон Ча
Чхой Йон Ча (нар. 30 травня 1975) — колишня південнокорейська тенісистка.
Найвищу одиночну позицію світового рейтингу — 178 місце досягла 20 травня 1996, парну — 136 місце — 27 липня 1998 року.
Здобула 8 одиночних та 12 парних титулів туру ITF.
Завершила кар'єру 2006 року.

## Фінали ITF

### Одиночний розряд (8-12)
| Легенда         |
| --------------- |
| турніри $50,000 |
| турніри $25,000 |
| турніри $10,000 |

| Результат | Ранг | Дата              | Турнір                      | Покриття | Суперниця у фіналі | Рахунок у фіналі |
| --------- | ---- | ----------------- | --------------------------- | -------- | ------------------ | ---------------- |
| Перемога  | 1.   | 28 листопада 1993 | Бангкок, Таїланд            | Тверде   | Чон Мі Ра          | 2-6, 6-4, 6-3    |
| Перемога  | 2.   | 30 січня 1994     | Бандунґ, Індонезія          | Тверде   | Kim Soon-mi        | 7-6, 6-1         |
| Перемога  | 3.   | 29 травня 1994    | Нанкін, КНР                 | Тверде   | Li Yan-ling        | 6-4, 1-6, 6-1    |
| Поразка   | 4.   | 6 червня 1994     | Сеул, Південна Корея        | Тверде   | Кім Ин Ха          | 3–6, 5–7         |
| Поразка   | 5.   | 21 травня 1995    | Пекін, КНР                  | Тверде   | Вень Юань          | 6-4, 6-4         |
| Поразка   | 6.   | 28 травня 1995    | Пекін, КНР                  | Тверде   | Лі Лі              | 2–6, 3–6         |
| Поразка   | 7.   | 4 червня 1995     | Сеул, Південна Корея        | Тверде   | Кім Ин Ха          | 2–6, 2–6         |
| Поразка   | 8.   | 17 березня 1996   | Тайбей, Chinese Taipei      | Тверде   | Вен Цзитін         | 1-6, 6-3, 4-6    |
| Перемога  | 9.   | 24 березня 1996   | Бандар-Сері-Бегаван, Бруней | Тверде   | Крістіане Гофманн  | 1–6, 6–1, 6–3    |
| Перемога  | 10.  | 31 березня 1996   | Джакарта, Індонезія         | Тверде   | Чо Юн Чон          | 6–2, 6–1         |
| Поразка   | 11.  | 1 квітня 1996     | Джакарта, Індонезія         | Тверде   | Обата Саорі        | 2-6, 2-6         |
| Поразка   | 12.  | 6 травня 1996     | Сеул, Південна Корея        | Ґрунт    | Кім Ин Ха          | 6–2, 2–6, 3–6    |
| Поразка   | 13.  | 23 березня 1997   | Нода, Японія                | Тверде   | Керрі-Енн Г'юз     | 6-0, 4-6, 2-6    |
| Поразка   | 14.  | 6 квітня 1997     | Джакарта, Індонезія         | Тверде   | Чо Юн Чон          | 4-6, 1-6         |
| Перемога  | 15.  | 13 квітня 1997    | Джакарта, Індонезія         | Тверде   | Чо Юн Чон          | 6-1, 7-5         |
| Поразка   | 16.  | 28 березня 1999   | Сеул, Південна Корея        | Ґрунт    | Choi Jin-young     | 6–4, 4–6, 1–6    |
| Перемога  | 17.  | 21 листопада 1999 | Повіт Хайбара, Японія       | Килим    | Куміко Їдзіма      | 6–3, 6–4         |
| Поразка   | 18.  | 27 лютого 2000    | Джакарта, Індонезія         | Тверде   | Чхе Кйон І         | 6–1, 3–6, 1–6    |
| Перемога  | 19.  | 11 червня 2000    | Інчхон, Південна Корея      | Тверде   | Chung Yang-jin     | 6-1, 6-2         |
| Поразка   | 20.  | 13 серпня 2000    | Нонтхабурі, Таїланд         | Тверде   | Чон Мі Ра          | 1-6, 3-6         |

### Парний розряд (12-12)
| Результат | Ранг | Дата              | Турнір                                 | Покриття   | Партнерка          | Суперниця                        | Рахунок          |
| --------- | ---- | ----------------- | -------------------------------------- | ---------- | ------------------ | -------------------------------- | ---------------- |
| Поразка   | 1.   | 23 травня 1994    | Пекін, КНР                             | Тверде     | Choi Ju-yeon       | Ві Їн Лі Лі                      | 6-7, 7-6, 4-6    |
| Перемога  | 2.   | 29 травня 1994    | Нанкін, КНР                            | Тверде     | Choi Ju-yeon       | Чон Мі Ра Yoo Kyung-sook         | 6-2, 6-3         |
| Поразка   | 3.   | 29 травня 1995    | Сеул, Південна Корея                   | Тверде     | Choi Jin           | Kim Ih-sook Кім Ин Ха            | 4-6, 5-7         |
| Перемога  | 4.   | 18 березня 1996   | Бандар-Сері-Бегаван, Бруней            | Тверде     | Kum Ok-im          | Нао Акахорі Ісіда Кейко          | 5-7, 1-6         |
| Поразка   | 5.   | 5 травня 1996     | Сеул, Південна Корея                   | Тверде     | Бенджамас Сангарам | Кетрін Берклей Керрі-Енн Г'юз    | 1-6, 2-6         |
| Поразка   | 6.   | 23 березня 1997   | Нода, Японія                           | Тверде     | Чон Мі Ра          | Хосокі Юко Наґатомі Кейко        | 2-6, 2-6         |
| Поразка   | 7.   | 5 травня 1997     | Сеул, Південна Корея                   | Ґрунт      | Пак Сон Хі         | Чо Юн Чон Кім Ин Ха              | 3–6, 6–7(6)      |
| Перемога  | 8.   | 4 серпня 1997     | Джакарта, Індонезія                    | Ґрунт      | Кім Ин Ха          | Керрі-Енн Г'юз Крістін Кунс      | 6–3, 6–4         |
| Перемога  | 9.   | 15 вересня 1997   | Тайбей, Тайвань                        | Тверде     | Кім Ин Ха          | Керрі-Енн Г'юз Кетрін Берклей    | 1–6, 6–4, 6–3    |
| Поразка   | 10.  | 18 жовтня 1998    | Сеул, Південна Корея                   | Ґрунт      | Кетрін Берклей     | Асагое Сінобу Кірстін Фрає       | 2-6, 6-7         |
| Перемога  | 11.  | 28 березня 1999   | Сеул, Південна Корея                   | Ґрунт      | Kim Eun-sook       | Хотта Томое Мотідзукі Хіроко     | 6-4, 7-5         |
| Поразка   | 12.  | 9 травня 1999     | Сеул, Південна Корея                   | Ґрунт      | Kim Eun-sook       | Саманта Шеффель Ірода Туляганова | 3–6, 6–4, 4–6    |
| Поразка   | 13.  | 21 листопада 1999 | Повіт Хайбара, Японія                  | Килим      | Kim Eun-sook       | Макі Арай Куміко Їдзіма          | 2-6, 0-6         |
| Поразка   | 14.  | 20 лютого 2000    | Джакарта, Індонезія                    | Тверде     | Kim Eun-sook       | Яюк Басукі Іраваті Іскандар      | 5–7, 5–7         |
| Перемога  | 15.  | 18 червня 2000    | Сеул, Південна Корея                   | Тверде     | Kim Eun-sook       | Чхе Кйон І Чан Кйон Мі           | 6–0, 6–0         |
| Поразка   | 16.  | 13 серпня 2000    | Нонтхабурі, Таїланд                    | Тверде     | Kim Eun-sook       | Чон Мі Ра Чхе Кйон І             | 3–6, 2–6         |
| Перемога  | 17.  | 20 серпня 2000    | Нонтхабурі, Таїланд                    | Тверде     | Kim Eun-sook       | Чон Мі Ра Чхе Кйон І             | 1–6, 6–1, 6–1    |
| Поразка   | 18.  | 10 червня 2001    | Гілтон-Гед, США                        | Тверде     | Чон Мі Ра          | Крісті Блумберґ Карін Міллер     | 4–6, 6–7(1)      |
| Перемога  | 19.  | 17 червня 2001    | Маунт-Плезант (Південна Кароліна), США | Тверде     | Чон Мі Ра          | Джейн Чі Людмила Скавронська     | 6–7(2), 6–2, 6–2 |
| Перемога  | 20.  | 24 червня 2001    | Істон, США                             | Тверде     | Чон Мі Ра          | Крісті Блумберґ Карін Міллер     | 6-1, 6-1         |
| Перемога  | 21.  | 16 вересня 2001   | Сеул, Південна Корея                   | Тверде     | Kim Eun-sook       | Хіракі Ріка Кім Ин Ха            | 6–3, 6–3         |
| Перемога  | 22.  | 25 лютого 2002    | Нью-Делі, Індія                        | Тверде     | Кім Ин Ха          | Ева Бірнерова Яна Главачкова     | 6–7(4), 6–4, 6–3 |
| Поразка   | 23.  | 2 червня 2002     | Тяньцзінь, КНР                         | Тверде (i) | Choi Jin-young     | Чжань Цзіньвей Тонґ Ка-по        | 3–6, 6–3, 1–6    |
| Перемога  | 24.  | 22 липня 2002     | Інчхон, Південна Корея                 | Тверде     | Кім Мі Ок          | Kim Eun-sook Cho Eun-hye         | 6–2, 6–4         |